# Wolfgang Carl Briegel
Wolfgang Carl Briegel, född 21 maj 1626 i Königsberg, Bayern, död 19 november 1712 i Darmstadt, Tyskland. Han var en tysk organist, lärare och kompositör.

## Biografi
Som pojke var han student i Nürnberg och sjöng i kör i Frauenkirchen. Senare studerade han vid universitetet i Altdorf och blev organist vid St. Johannis kyrka och grammatikskolelärare i Schweinfurt. År 1650 utsåg hertigen Ernst den fromma honom till sitt hov i Gotha som kantor och musikhandledare för hans familj. Han blev så småningom kapellmästare där. Briegel blev välkänd genom sitt arbete i Gotha och det var där han blev bekant med Johann Rudolph Ahle och medlemmar av Bachfamiljen.
Hertigen Ernsts äldsta dotter, hustrun till lantgreve Louis VI i Hesse-Darmstadt, kallade Briegel till Darmstadt som kapellmästare 1671. Han stannade på denna post fram tills sin död, men under hans sista år fick han hjälp av Christoph Graupner och Ernst Christian Hesse.

## Musik
Briegel var produktiv i sin religiösa musikproduktion och slutförde 24 publicerade samlingar mellan 1654 och 1709. Han skrev även flera "tillfälliga" verk och några profana verk.
Han väckte uppmärksamhet med publiceringen av Evangelische Gespräch, en uppsättning dialogkantater för liturgiska året i olika former för solon, kör och koral. Ett annat av hans verk, Evangelischer Blumengarten, är en grupp motetter och meditativa koral sånger. Bland hans solosånger finns sättningen av odes av Andreas Gryphius, kanske den enda uppsättningen av tyska barockstycken som kan betraktas som en cykel. I Darmstadt producerade han flera scenverk, men inget av musiken finns bevarad. Hans skrivande för röster är tydlig och vältalig, och hans kontrapunktik för kör är direkta föregångare till Bach. Hans musik har fått stor spridning i hela Tyskland och Skandinavien men hörs sällan utanför Europa. 

## Verk
Scen verk
- Von den freien Künsten, balett, 2 juli 1661, Gotha
- Musikalischer Freudenwunsch, balett, 1 oktober 1665, Gotha
- Bröllopsbalett, 5 december 1666, Gotha
- Das verliebte Gespenst, opera, 1673, Darmstadt
- Triumphierendes Siegespiel der wahren Liebe (comédie, 1, J. Mylius), 8 juni 1673, Darmstadt
- Das verbetererte Parisurteil, opera-balett, 6 januari 1674, Darmstadt
- Die beglückwünschte Majorennität des Fürsten, 22 juni 1676, Darmstadt
- Quadriga activa, festivalverk, 25 januari 1677
- Bewillkommende Frühlingsfreude, balett, 6 maj 1683
- Das Band der beständigen Freundschaft, singspiel, 8 maj 1683, Darmstadt
- Die siegende Weisheit, 8 januari 1686
- Die wahren Seelenruhe oder gekrönte Eustathia, tragedi-komedi, maj 1686, Darmstadt
- Die triumphierende Tugend, opera-balett, 29 juli 1686, Darmstadt
- L'enchantement de Medée, balett, 11 november 1688, Darmstadt
- Tugendgespräch, allegorisk komedi, 19 november 1700
- Övriga baletter och tillfällig musik: 1683, 1687, 1700, 1705.

Kantater
- Evangelische Gespräch I – III, 5–10vv (Mühlhausen och Darmstadt, 1660–81); nr.6 av vol.iii ed. F. Noack, Kirchenmusik der Darmstädter Musiker des Barock, iii (Berlin, 1955)
- Evangelischer Blumengarten I – IV, 4vv, f.Kr. (Gotha, 1660–69); 6 stycken ed. K. Ameln och H. Kümmerling, Biblische Motetten für den Kirchengesang (Kassel, 1970)
- JS Kriegmanns Evangelisches Hosianna, 1–5vv, insts, f.Kr. (Frankfurt, 1677); Nej. 5 utg. F. Noack, Vier kleine Kantaten (Wolfenbüttel, 1961), nr 25 utg. E. Noack, Drei kleine Kantaten (Berlin, nd)
- Musicalische Trostquelle, 4vv, 2/4 vn, f.Kr. (Darmstadt, 1679)
- Musicalischer Lebensbrunn, 4vv, 4 inst, bc (Darmstadt, 1680)
- Christian Rehefelds evangelischer Palmenzweig, 1–5vv, 2–5 inst, f.Kr. (Frankfurt, 1684); nr.15, 44, 56 utg. F. Noack, Vier kleine Kantaten (Wolfenbüttel, 1961)
- JG Braunens, Cithara Davido-Evangelica, 4vv, 2 vn, BC (Giessen, 1685); nr.62 ed. E. Noack, Drei kleine Kantaten (Berlin, nd)
- Concentus apostolico-musicus, 3, 4vv, 2 vn, bc (Giessen, 1697)
- Andra opublicerade verk.

Sakrala vokalverk
- Psalter Davids, Teil I, 4vv (Gotha, 1654)
- Geistlicher musikalischer Rosengarten, 1–5vv, insts (Gotha, 1658)
- Geistlicher Arien, Teil I, 1, 2vv, 2 och mer vn, BC (Gotha, 1660)
- Geistlicher Arien, Teil II, 1, 2vv, 2 och mer vn, BC (Mühlhausen, 1661)
- Die Verschmähete Eitelkeit [sånger efter J. Rist] (Gotha, 1669), förlorade
- Geistliche Oden Andreae Gryphii, 1v, 2 vn, BC (Gotha, 1670); FACS. i Thomas
- Zwölf madrigalische Trostgesänge, 5, 6vv (Gotha, 1670–71)
- Geistliche Gespräche und Psalmen, 6vv, bc (Gotha, 1674)
- Das grosse Cantional oder Kirchen-Gesangbuch (Darmstadt, 1687) [red., Med H. Müller]
- Des Königs und Propheten Davids sieben Busspsalmen, 6vv / 4vv, 2 vn, BC (Gotha, 1692)
- Letzter Schwanen-Gesang, 4, 5vv, bc ad lib (Giessen, 1709)
- Tio bröllops- och begravningssånger, 2–6vv, inst. (Gotha, 1653–70)
- En begravningssång, 4vv (Darmstadt, 1678)
- Tre begravningssånger, 5vv (np, 1664–79)
- Flera tillfälliga sånger i samlingar (se Noack, 1963)

Instrumentalverk
- 10 Paduanen, 10 Galliarden, 10 Balletten, 10 Couranten, a 3, 4 (Erfurt, 1652)
- Intraden, Sonaten, a 4, 5 (Leipzig och Erfurt, 1669)
- Allemanden und Couranten (Jena, 1664); FACS. edn 1970
- Musikalisches Tafelkonfekt, 4vv, 2 vn, BC (Frankfurt, 1672)
- Musikalischer Erquickstunden, 4vv, str, bc (Darmstadt, 1679); förlorat
- MSS-orgelverk, D-Dl; Acht Fugen durch die Kirchentöne, red. W. Krumbach, Die Orgel, ii / 19 (Köln, 1963)